# کوئرفورت
شهر کوئرفورت (به آلمانی: Querfurt) در ایالت زاکسن-آنهالت در کشور آلمان واقع شده‌است.